# Zero Gravity

Траектория манёвра для достижения невесомости

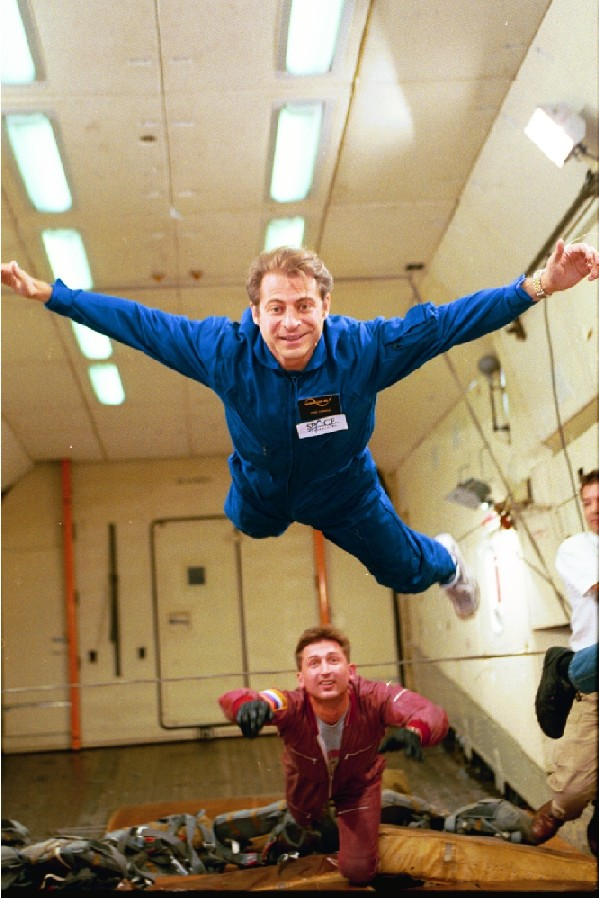
Питер Диамандис в состоянии невесомости

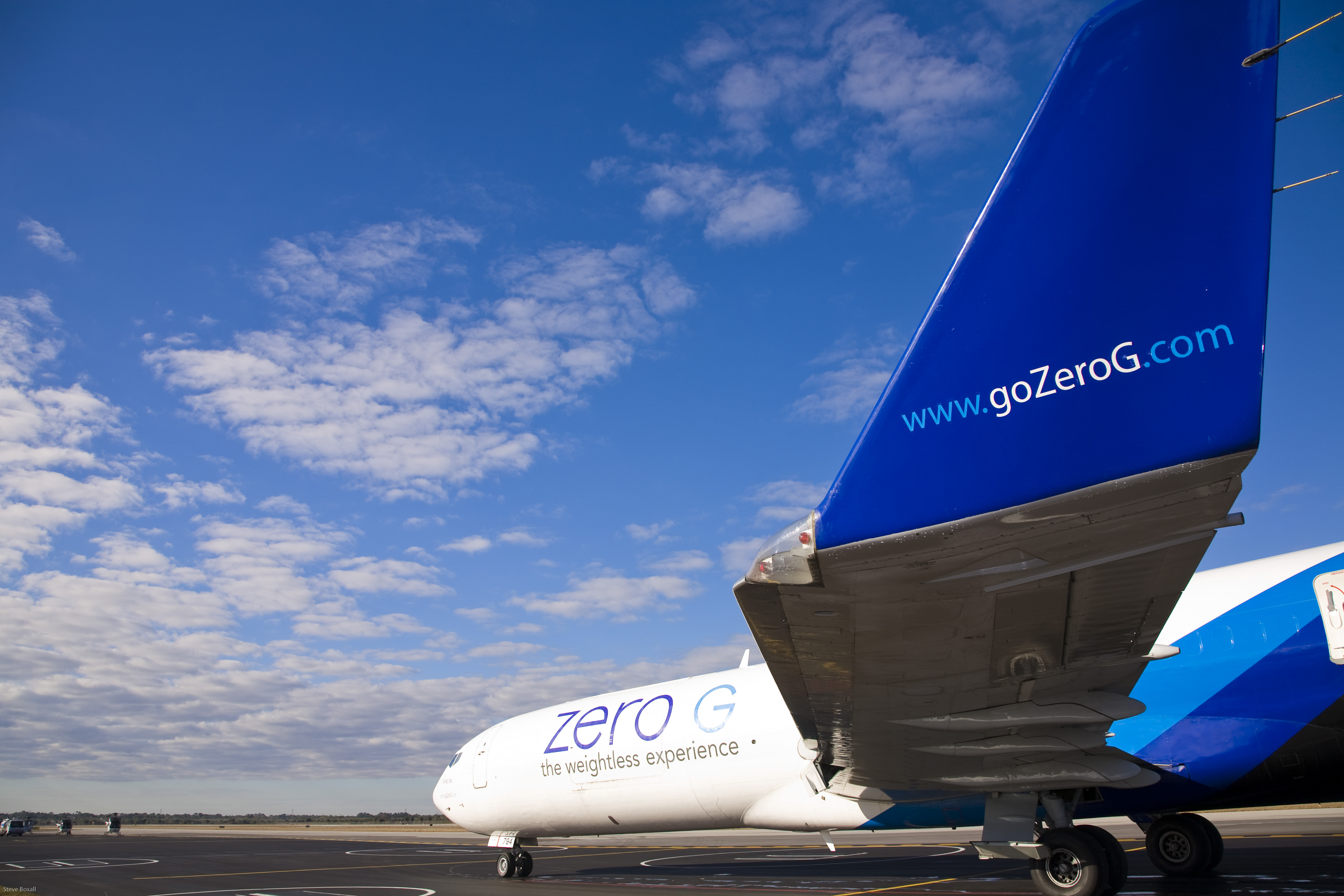
Модифицированная версия самолёта Boeing 727

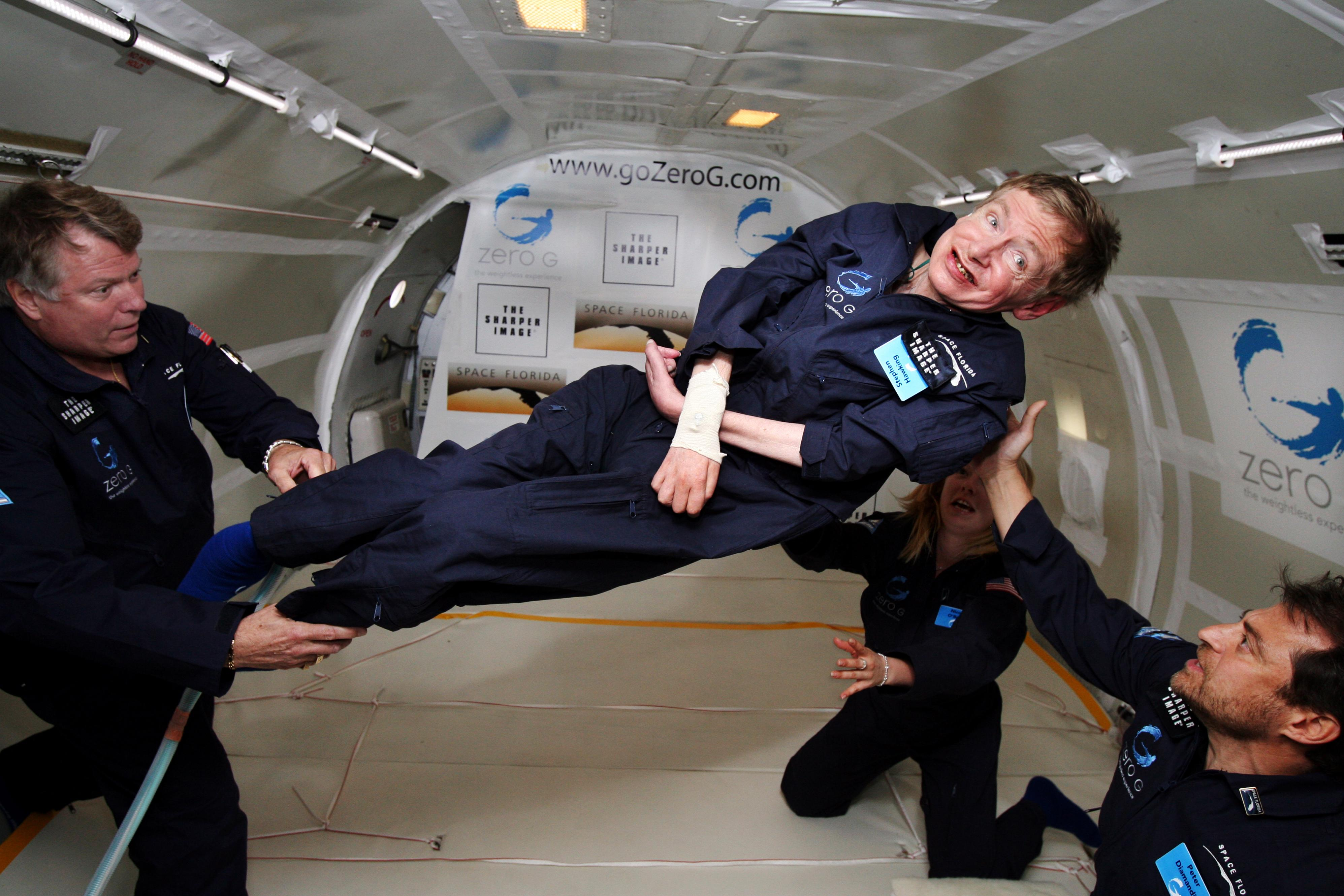
Физик Стивен Хокинг в состоянии невесомости, 2007

Компания Zero Gravity Corporation (или ZERO-G) — американская авиакомпания, проводящая c 2004 года полёты с достижением состояния невесомости, с использованием технологии аналогичной, используемой для тренировок космическими агентствами. Подобные полёты также проводят Роскосмос (на Ил-76МДК c 1988 года, полёты также доступны для частных лиц), NASA (на Boeing KC-135), Европейское космическое агентство (на Airbus A310)

## Технология
Типичный полёт продолжается около полутора часов. В течение полёта проводятся 10—15 сессий невесомости, для достижения которых самолёт совершает крутое пике. Длительность каждой сессии невесомости около 25 секунд.

## Основатели
Сооснователями данной компании являются основатель премии X-Prize американский предприниматель Питер Диамандис, астронавт NASA Байрон Курт Лихтенберг, и инженер NASA Рей Кронайз.

## Воздушный флот
Компания эксплуатирует единственный на 2018 год самолёт Boeing 727-227F Advanced, под регистрационным номером N794AJ, названный «G-FORCE ONE».
| Воздушное судно          | В парке | Регистрационный номер |
| ------------------------ | ------- | --------------------- |
| Boeing 727-227F Advanced | 1       | N794AJ                |

## История
C 2004 по 2008 год компания совершила более 175 полётов, в списке было уже более 5000 пассажиров. В январе 2008 года NASA авторизовала компанию и заключила с ней контракт о проведении исследований и тренировок стоимостью 25 млн $.
Более 15000 человек совершили полёты по состоянию на ноябрь 2017 года.
 Многие известные люди совершали подобные полеты в невесомости, в их числе: Илон Маск, Баз Олдрин, Джон Кармак, Тони Хоук, Ричард Брэнсон. Стивен Хокинг также совершил короткий полёт 26 апреля 2007 года.
9 декабря 2007 с использованием мощностей компании была снята часть выпуска «Разрушителей мифов», в котором Джейми Хайнеман и Адам Сэвидж опровергали обвинения последователей теории лунного заговора.

В марте 2008 года компания была окончательно выкуплена одним из инвесторов, компанией космического туризма Space Adventures. В пресс-релизе было отмечено, что Zero Gravity сохранит свой бренд и будет продолжать оказывать услуги под прежним названием.